# Ken Roberts
Kenneth Owen Roberts (Cefn Mawr, 27 marzo 1936 – 5 febbraio 2021) è stato un allenatore di calcio e calciatore gallese, di ruolo ala.

## Carriera

### Giocatore
Nel 1951 esordisce tra i professionisti con il Wrexham, eguagliando quello che all'epoca era il record di più giovane esordiente di sempre nella Football League stabilito nel 1929 da Albert Geldard, grazie alla sua età di 15 anni e 158 giorni; il record sarebbe stato superato solamente nel 2013 da Reuben Noble-Lazarus del Barnsley, che esordì all'età di 15 anni e 45 giorni. Fu la sua unica presenza in prima squadra col Wrexham, che nel 1953 lo cede all'Aston Villa, club di prima divisione, con il quale Roberts milita dal 1953 al 1958 segnando in totale 3 gol in 38 presenze in massima serie, vincendo inoltre la FA Cup 1956-1957. Si ritira nel 1958 in seguito ai postumi di un grave infortunio.

### Allenatore
Tra il 1968 ed il 1976 ha allenato il Chester City, club di Fourth Division, con cui al termine della stagione 1974-1975 ottiene una promozione in terza divisione; inoltre, sempre in questa stagione, raggiunge per la prima (ed unica) volta nella storia del club la semifinale di Coppa di Lega inglese. Raggiunge inoltre la finale di Coppa del Galles nella stagione 1969-1970, mentre nelle stagioni 1968-1969, 1970-1971, 1972-1973 e 1975-1976 raggiunge le semifinali della medesima competizione. Al termine della stagione 1975-1976 lascia l'incarico di allenatore e, per alcuni anni, lavora come dirigente nel club.
Nella stagione 1983-1984 ha allenato l'Oswestry Town.

## Palmarès

### Giocatore

#### Competizioni nazionali
- Coppa d'Inghilterra: 1

Aston Villa: 1956-1957